# Huis Gonzaga

Wapen van het huis Gonzaga

Het huis Gonzaga heerste over Mantua van 1328 tot 1708 en Montferrat van 1533 tot 1708.
In 1318 werd Luigi I Gonzaga podestà van Mantua. Van 1328 tot zijn dood in 1360 was hij kapitein-generaal van de stad. Zijn nakomeling Gianfrancesco I werd in 1433 verheven tot markgraaf (marchese) van Mantua. Federico II Gonzaga werd in 1530 beleend met de titel hertog. Federico II was getrouwd met Margaretha van Monferrato en werd hierdoor in 1533 ook markgraaf van Montferrat. Zijn zoon Guglielmo I Gonzaga werd in 1576 verheven tot hertog van Montferrat.
Luigi Gonzaga (1539-1595), een jongere zoon van Federico II, trouwde in 1566 met Henriëtte van Nevers (1542-1601), erfgename van de hertogdommen Nevers en Rethel en werd pair van Frankrijk. Zijn zoon Carlo I kwam in 1627 op de troon van Mantua en Montferrat, wat aanleiding was voor de Mantuaanse Successieoorlog (1628-1631).
De tak Gonzaga-Nevers bleef tot 1708 regeren in beide hertogdommen.
Een andere tak van de familie waren de graven (later hertogen) van Guastalla. Zij waren soevereine heersers over dit gebied en stamden af van een zoon van markgraaf Francesco II, Ferdinand I van Guastalla (1507-1557). Zijn kleinzoon, Ferdinand II (1563-1630), speelde een rol in de Mantuaanse Successieoorlog.
De linie Gonzaga-Guastalla stierf uit in 1746.